# Corey Sweet
Corey Sweet (* 25. November 1976 in Adelaide) ist ein ehemaliger australischer Radrennfahrer.
Corey Sweet begann seine Karriere 1999 beim Team Coast. 2001 wechselte er zu dem niederländischen Radsport-Team BankGiro Loterij, wo er ein Jahr später eine Etappe der Luxemburg-Rundfahrt gewinnen konnte. Daraufhin kam er bei dem französischen GSI-Team Crédit Agricole unter Vertrag, wechselte aber schon nach einer Saison zum deutschen Team ComNet-Senges. Ab 2006 fuhr er für das Professional Continental Team Wiesenhof-Akud und im letzten Jahr seiner Karriere für das Team Regiostrom-Senges. 2007 gewann er das Rennen Rund um Köln-Longerich (später Cologne Classic).

## Palmarès

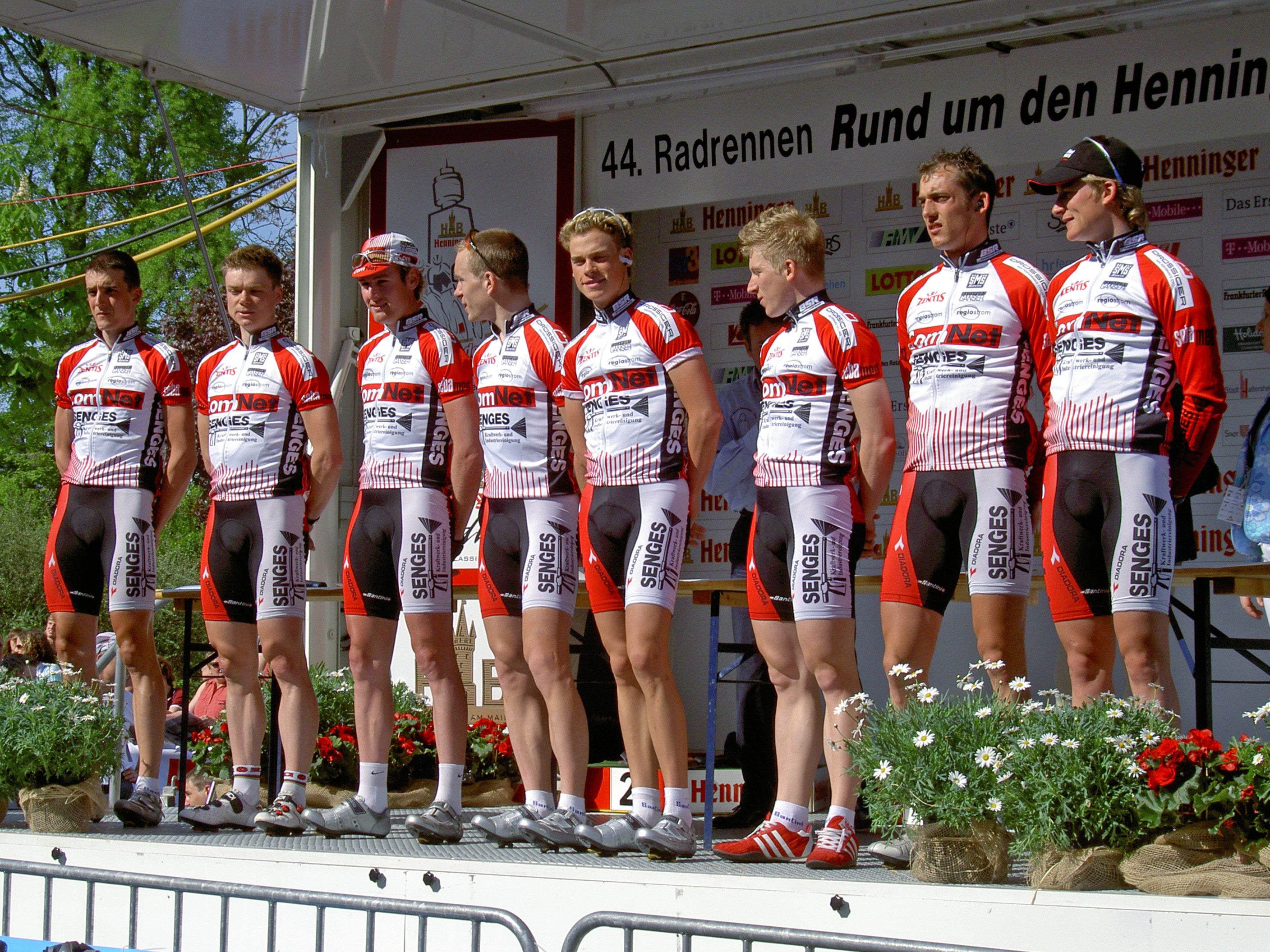
Corey Sweet (2.v.r.) als Mitglied des Teams Comnet Senges bei Rund um den Henninger-Turm 2005

1997
- Tour of Wellington

2001
- Bergwertung Deutschland Tour

2002
- eine Etappe Luxemburg-Rundfahrt
- eine Etappe Tour of Queensland

## Teams
- 1999 Leonardo Coast
- 2000 Hohenfelder-Concorde
- 2001–2002 BankGiro Loterij-Batavus
- 2003 Crédit Agricole
- 2004–2005 ComNet-Senges
- 2006 Wiesenhof-Akud
- 2007 Regiostrom-Senges